# Nadiagou
Nadiagou est un village du département et la commune urbaine de Pama, situé dans la province de la Kompienga et la région de l’Est au Burkina Faso.

## Géographie

### Situation et environnement
Nadiagou est situé à 17 km au sud-est de Pama, le chef-lieu de la province, et à 3 km au sud de Tindangou, village avec lequel il forme un ensemble presque continu.

### Démographie
- En 2006, le village comptait 7 063 habitants recensés[1].

## Économie
Du fait de sa position géographique, Nadiagou est un important nœud routier et commercial entre le Bénin, le Togo et le Burkina Faso, ainsi que de tout le sud-est du pays.

## Transports
Nadiagou est sur la route nationale 18, reliant la capitale régionale Fada N'Gourma jusqu'à la frontière béninoise à 20 km vers le sud-est, en transitant par la zone de Koalou/Kourou revendiquée par les deux pays (puis par la route RNIE3 au nord-ouest du Bénin puis en direction de la ville de Dassa-Zoumè au centre-sud).
Il est également à la jonction de la route nationale 19, reliant Nadiagou jusqu'à la frontière togolaise vers le sud-ouest (puis par la route nationale 28 du village-frontière de Ponio jusqu'à la ville de Dapaong au nord du Togo).

## Santé et éducation
La conurbation Nadiagou-Tindangou accueille un centre de santé et de promotion sociale (CSPS).
Le village possède une école primaire publique dans le secteur de Boulia.